# هربرت بيرس
هربرت بيرس هو سياسي كندي، ولد في 6 أكتوبر 1869، وتوفي في 1917. انتخب عضو المجلس التشريعي من ساسكاتشوان.